# Trojan Bacsila
Trojan Bacsila, avstrijski general, * 23. december 1867, † 10. junij 1931.

## Življenjepis
Ob pričetke prve svetovne vojne je bil poveljnik 29. pehotnega polka in ob koncu poveljnik 144. pehotne brigade.

## Pregled vojaške kariere
Napredovanja
- generalmajor: 1. avgust 1917 (z dnem 2. septembrom 1917)